# Ginásio do Ibirapuera

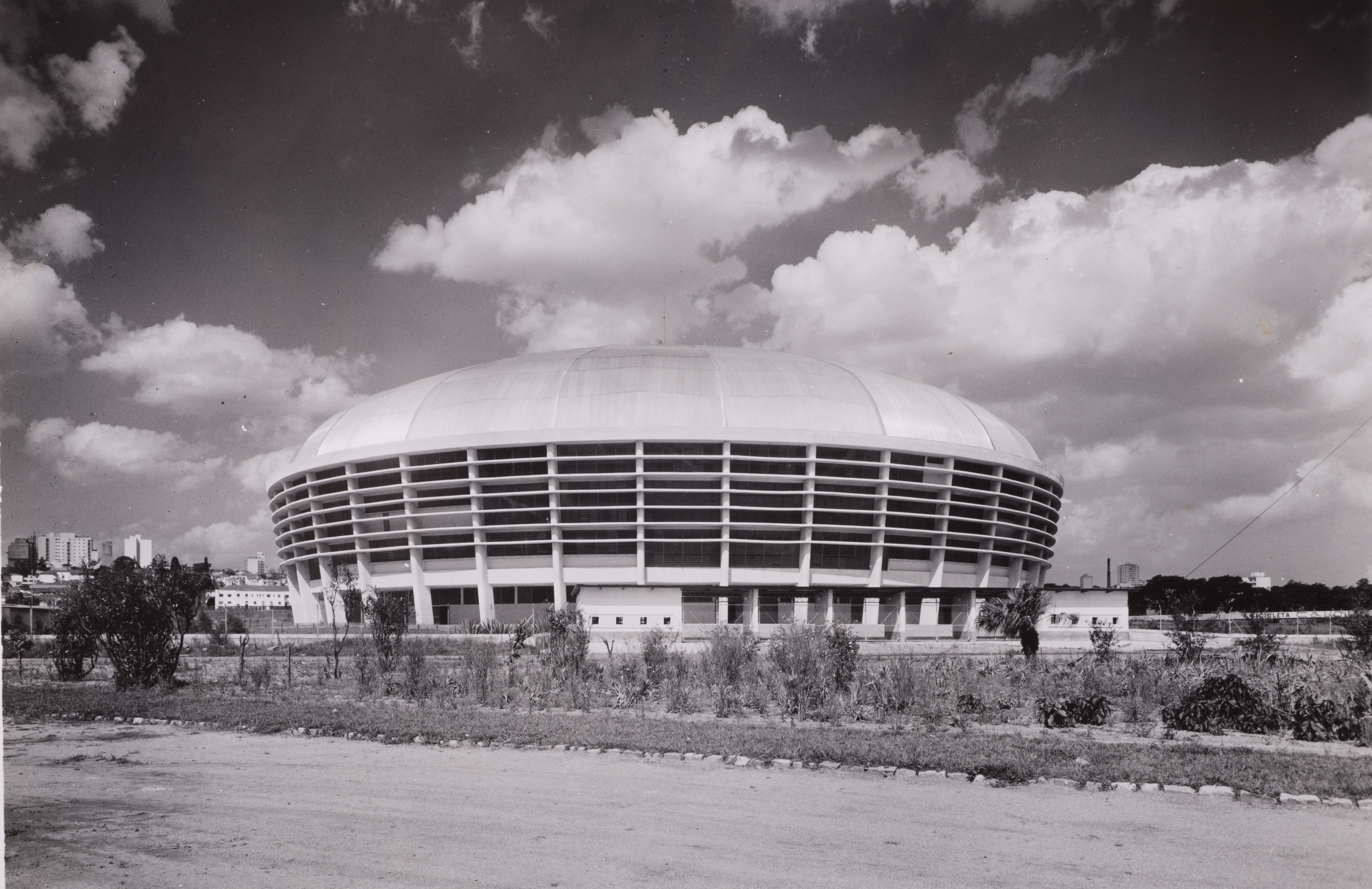
Vista antiga do Ginásio do Ibirapuera

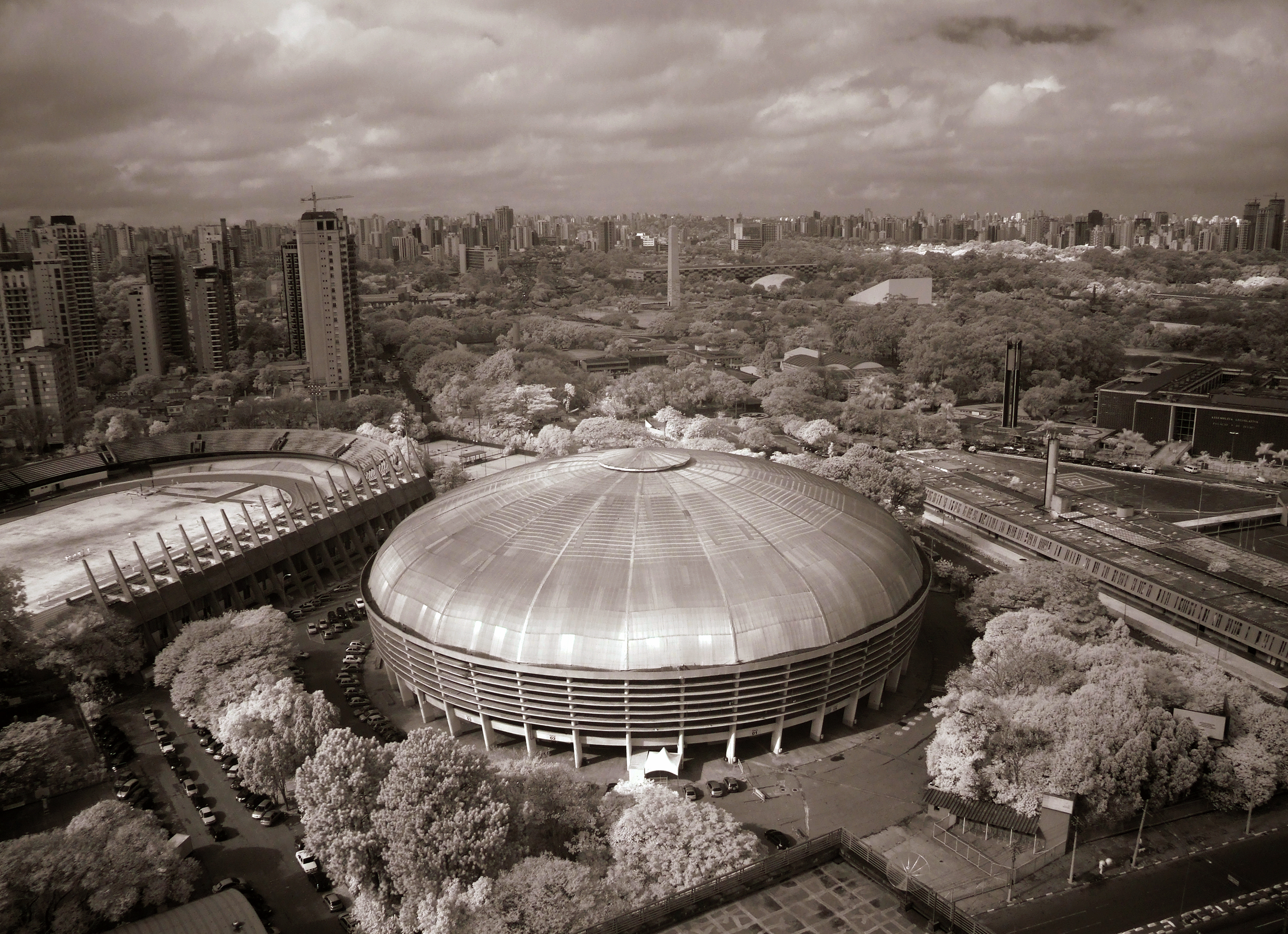
Vista aérea antiga do Ginásio do Ibirapuera

O Ginásio Geraldo José de Almeida, mais conhecido como Ginásio do Ibirapuera, é uma construção feita por Ícaro de Castro Mello. A construção arquitetônica se deu início na década de 50 do século XX, por iniciativa da administração pública e o processo de modernização de Prestes Maia. Sua inauguração se deu em 1957, quando foi inaugurada a construção do Parque do Ibirapuera.
Concluído em 25 de janeiro de 1957, o Ginásio faz parte do Complexo Desportivo do Ibirapuera Constâncio Vaz Guimarães, que também engloba estruturas como o estádio de atletismo Ícaro de Castro Melo, o conjunto aquático Caio Pompeu de Toledo e o Ginásio Poliesportivo Mauro Pinheiro. Sua construção faz parte do projeto de idealização do Complexo do Ibirapuera, que também engloba o parque, em homenagem ao aniversário de 400 anos da cidade.
Idealizado pelo arquiteto Ícaro de Castro Melo, seu nome é uma homenagem ao narrador Geraldo José de Almeida, famoso radialista e narrador esportivo que acompanhou, principalmente, a seleção brasileira de futebol entre os anos de 1954 e 1974.
Após ser fechado para reformas em agosto de 2010, o ginásio foi reaberto após 9 meses, em maio de 2011, com grandes modernizações feitas pelo Governo do Estado. A sua capacidade atual é para 11.000 pessoas. Em fevereiro de 2018, teve edital de concessão lançado pelo então governador Geraldo Alckmin, sendo aprovado pela Câmara Municipal em primeiro turno com 36 votos favoráveis e 12 contrários.

## Composição
Mais conhecido como Ginásio Ibirapuera, o Gymnasium de Esportes do Ibirapuera começou a ser criado em 1954, como consolidação do processo de modernização da cidade de São Paulo promovida por Prestes Maia. Seu fim se deu em 25 de janeiro de 1957.
Em sua criação, o ginásio conta com uma cúpula, alçada à 38 (trinta e oito) metros do solo, branca, com uma quadra em sua base. O diâmetro desta cúpula ocupa 40 (quarenta) metros de diâmetro e conta com uma quadra poliesportiva, podendo abarcar um grande número de atividades, sendo algumas delas o handebol, futsal, voleibol, luta livre, esgrima, hockey, patinação no gelo. Com capacidade para 20 mil espectadores ao redor do espaço para jogos, acima das arquibancadas estão as tribunas de imprensa, os vestiários, sanitários públicos, almoxarifados, secretarias, gabinetes médicos, pronto-socorro e um salão nobre, que contem bares e dependências próprias. Hoje em dia, após as reformas, o número de espectadores caiu para quase 11 mil pessoas.
A arquibancada possui 34 (trinta e quatro) degraus que, somadas, dão uma extensão de 15 (quinze) quilômetros. O piso da quadra e todos os equipamentos necessários para práticas são desmontáveis, visando a prática do maior número possível de esportes. Desde seu início, o ginásio teve esta capacidade e propósito de se tornar um ambiente versátil para a prática esportiva. A arena de imprensa conta com uma capacidade para 144 (cento e quarenta e quatro) lugares. Imprensa, rádio e televisão são divididos em áreas correspondentes a instalação e infraestrutura. Sendo assim, dos 144 lugares, há 24 cabines para transmissão de emissoras radiofônicas e televisivas.

## História

### Plano de Avenidas de São Paulo
Sua criação se deu pelo processo de modernização protagonizado pelo então chefe da Secretaria de Viação e Obras Públicas da Prefeitura de São Paulo em 1930, Francisco Prestes Maia. O Plano de Avenidas de São Paulo relata de modo claro que há a necessidade de criar um parque na região que pudesse contribuir com o lazer do paulistano. Sem propriamente apresentar um plano estruturado, o então secretário apresenta a ideia para a Dierberger & CIA na ideia de construir 2.000.000 m² de parque dentro da cidade de São Paulo.
O projeto definia duas áreas projetadas para a formação do Parque do Ibirapuera. Um margeado pela Avenida Brasil e outro próximo ao viveiro de mudas, perto do lago. Nesta divisão, Prestes Maia busca tratar com diferenciamento as duas áreas: a primeira buscava uma "arte e delicadeza" que seria traduzido em um estilo de vida próximo das classes altas presentes na região; enquanto a segunda seria a parte mais da natureza.
Não houve aceitação inicial do projeto. Mesmo com outros planos propostos e com Prestes Maia se tornando prefeito da cidade de São Paulo, não houve viabilização para a construção do parque.
Em 1929 surge o primeiro projeto materializado do parque após a ideia de Maia, organizada por Reinald Dierberger. O projeto contava com extensas áreas de jardins e perspectiva de ocupação pública por meio dos esportes, com ginásio e edifícios destinados a ginástica e outras atividades. Em 1930 o plano de avenidas é barrado na gestão de Pires do Rio.
Com a Revolução de 1932 e a consequente mudança do governo paulista, Dierberger consegue a aprovação do primeiro projeto futuro pelo Ato n° 378, de 29 de julho de 1932. Este ato determinava a retirada do Hipódromo da Mooca para os terrenos do Ibirapuera. De acordo com essa mesma lei, os recursos a serem gastos na construção do parque seriam promovidos pelos cofres da Prefeitura. Portanto, não havendo a necessidade de ser aberto em hipótese alguma nenhum crédito particular. O novo plano de Dierberger não implicava mais num memorial descritivo.
O plano sofreu diferenças mudanças de 1933 até 1948. Os planejamentos eram então estudados e constantemente colocados em segundo plano pelos governantes da cidade. No decorrer do tempo, até 1948, o projeto volta a tomar proporções primárias com o plano de urbanização da Prefeitura Municipal (1948). O plano tinha como principal movimento reconstruir áreas próximo da Avenida Brasil até o monumento de 9 de julho. Em 1951, com uma influência de Cristiano Stockler Neves, as coisas se modificam e o plano de construção do Ginásio passa a ser feito.
Com o convite de Matarazzo Sobrinho, mesmo criador do Museu de Arte Moderna de São Paulo, o empresário, indo de encontro com o planejamento de Stockler Neves, prepara uma equipe formada pelos arquitetos Oscar Niemeyer, Zenon Lotufo, Eduardo Kneese de Mello e Hélio Cavalcanti, com colaboração de Gauss Estelita e Carlos Lemos, para a produção do parque. Desta maneira começam seus estudos na área do parque do Ibirapuera. Ícaro de Castro Mello, Milton Ghiraldini e Otávio Augusto Teixeira Mendes também participaram de certos elementos do parque, como, respectivamente, o ginásio, paisagismo e urbanização. Este projeto saiu do papel devido a comemoração do IV Centenário da Fundação de São Paulo.
Após sua apresentação em 1952, o plano passa por uma fase de maturação, desenvolvimento e acordos com o governo paulista. A dificuldade se consistia no assentamento do terreno na região, implantação de planos para formulação dos projetos e outros feitos. Em 1954 o parque é inaugurado e, junto a ele, o Ginásio do Ibirapuera, criação de Ícaro de Castro Mello. O projeto de arte e cultura como dito por Maia propôs uma possibilidade de novos meios de ocupação da cidade de São Paulo que não pelos interesses industriais, como ocorria na época. As releituras do espaço e a reflexão do que é moderno e nacional se traduziram na construção do Ginásio e do propósito do parque.
A composição de Ícaro de Castro Mello possui traços técnicos dominantes quanto a utilização da cúpula. Em função do tamanho do prédio e a necessidade de ventilação, Ícaro reforça este traço ao construir o Ginásio do Ibirapuera. Além disso, para a quadra retangular, segundo Fontana, permite que haja uma maior percepção do espaço. Os arcos de metal colocados no Ginásio funcionaram pelo tamanho da construção. As estruturas densas procuravam retirar o máximo do espaço construído pelo arquiteto-engenheiro. Além disso, utiliza de cruzamentos entre as peças verticais das estruturas com os quebra-sóis horizontais que circundam e dão unidade ao edifício.

### Conjunto Desportivo Constâncio Vaz Guimarães
Em sua composição inicial, para a parte de esportes, o Ibirapuera contaria com o Ginásio Geraldo José de Almeida e o estádio de atletismo ao redor de sua composição inicial. Os primeiros projetos não previam a construção de um conjunto desportivo. Contudo, no decorrer da construção iniciada em 1954, outros tipos de construções se deram pela presença do Ginásio naquele espaço. O Conjunto foi inaugurado em 1957, três anos após a criação do inicial prometido. Ainda hoje é um dos maiores da América Latina.
Portanto, além do Ginásio, o conjunto conta com o Conjunto Aquático do Ibirapuera (Caio Pompeu de Toledo), o Estádio Ícaro de Castro Melo (inaugurado para fins de atletismo até 1998), o Ginásio Poliesportivo Mauro Pinheiro e o Palácio do Judô. Todos estes fazem parte dos 95 mil m² presentes no Parque do Ibirapuera. Além disso, o conjunto possui ainda um alojamento de 340 atletas e auditório para 300 pessoas, três salas de condicionamento físico, quadras de tênis e outra pista de corrida menor.
O conjunto recebe este nome pelo advogado, procurador fiscal, decatleta, e presidente da delegação Olímpica nos jogos de Berlim, em 1936.

### Modernização e privatização
Com a necessidade de investir nas reformas após quase 60 anos de sua construção, o governo paulista iniciou no dia 5 de agosto de 2010 a reforma de todo o Complexo Desportivo Constâncio Vaz Guimarães. A revitalização incluiu obras em todos os elementos que fazem parte dos conjuntos e também foram construídos dois ginásios externos.
Foram investidos R$30,7 milhões na obra e contou com 12 meses de trabalho. Em menos de quatro meses, 70% da obra já se contava revitalizada e ele foi reaberto ao público, visando o retorno das práticas esportivas. As obras que se iniciaram tinham como principal motivo a revitalização do espaço e uma das mudanças foi trazer cores distintas dos arredores da redondeza a qual pertence. Foram aplicadas arcos em verde-limão e colunas em vermelho.
Além disso, em seu interior, algumas tribunas e cadeiras foram estofadas, foram incorporados novos espaços para banco de reservas nas quadras e as seguranças dos espaços presentes nas arquibancadas. Neste mesmo contexto, a acessibilidade foi tema e palco desta mudança, o que reduziu a capacidade para 10 mil pessoas. Outro elemento foi a impermeabilização do teto, que antes era recoberto por uma lona branca, e melhor iluminação. As grades de separação foram substituídas por vidro temperado de 1,10 metros de altura.
As pistas de atletismo foram revitalizadas com parcerias público-privadas, muito pelo investimento de alguns grupos nas atletas que treinavam naquele local, como Maurren Maggi e Fabiana Murer.
Este tipo de investimento na modernização e manutenção do Ginásio custou caro aos cofres públicos. A necessidade de reforma foi extremamente emergencial, contou com preços distorcidos e urgentes. Além disso, anualmente, a manutenção custa cerca de R$11 milhões de reais, enquanto a arrecadação com eventos bate R$ 4 milhões. Com o prejuízo de R$7 milhões, o governo do estado de São Paulo, de Geraldo Alckmin, abriu uma concessão de 30 anos e leiloou o Ginásio para um parceiro privado. A proposta conta com um apoio de R$230 milhões de reais, visando a instalação de ar-condicionados no espaço, e que o espaço não seja demolido, mas não assegura que todos os outros espaços do conjunto Constâncio Vaz Guimarães se mantenham.
Os medalhistas e campeões olímpicos que passaram pelo local ou compreendem a importância deste espaço público para o desenvolvimento do esporte se voltaram contra o processo. No dia 14 de novembro de 2017 uma série de ocupações foram feitas na tentativa de barrar a concessão de 30 anos do Ginásio para a iniciativa privada. Neste momento as tentativas de "tombar", transformando o Ginásio do Ibirapuera como um tipo de patrimônio histórico cultural do Brasil foram tipos de estratégias que os atletas visam para que não ocorra a privatização do espaço.
As conversas e negociações foram barradas por causa de terrenos que os governantes descobriram fazer parte das concessões públicas. Sendo assim, não poderia haver a venda dos espaços que são do próprio governo. Ainda assim, João Dória Jr, candidato eleito a governador do estado de São Paulo em 2018, anunciou que irá privatizar o complexo e o próprio Parque do Ibirapuera.

## Ícaro de Castro Mello
Ícaro de Castro Mello nasceu em São Vicente, em São Paulo, no ano de 1913. Sua estrada no esporte é desde adolescente. Foi multicampeão em salto em altura, salto com vara e decatlo. Participou das Olimpíadas de Berlim, em 1936, como representante brasileiro. Alçou o pódio como recordista sul-americano em 1945.
O engenheiro cursou a faculdade de engenharia e arquitetura entre 1931 e 1935. O esportista uniu suas paixões em seus projetos. Alcançou pela faculdade uma colaboração acadêmica e social que o permitiu estar neste projeto arquitetado por Niemayer, Lotufo, Kneese e Cavalcanti.
Ícaro também esteve presente na construção de outros projetos esportivos. Em 1943, visto seu desempenho, desejo e atuação política na classe dos arquitetos, Silvio Magalhães Padilha, então diretor do Departamento de Educação Física e Esportes do Estado de São Paulo convidou o engenheiro-arquiteto para participar da construção do parque da Água Branca (1948), os ginásios do Clube Sírio-SP, Uberaba, Santos, Bauru e Jockey Club, de São Paulo.

## Geraldo José de Almeida
A homenagem se deu pela figura que foi o narrador. Geraldo José Almeida nasceu em São Paulo no dia 12 de Março de 1919. Deu inicio em sua trajetória no rádio vencendo um concurso público pela Rádio Record, aos 17 anos de idade. O narrador trabalhou por 28 anos na Rádio Record, onde de 1954 a 1966 transmitiu todas as Copas do Mundo por rádio.
Sua grande influência no radiojornalismo brasileiro se deu pelo apelido dado à seleção brasileira, de canarinho, em alusão a expressão "voa, canarinho, voa!"

## Atividades
O Ginásio Geraldo José de Almeida participa dos maiores espetáculos culturais, esportivos e de lazer do Estado de São Paulo e do Brasil. Torneios internacionais de tênis, basquete e show de patinação no gelo são atividades constantes na região. A estrutura conta com salas de apoio para atletas e artistas, o que faz com que seja bem quisto pelas competições nacionais e internacionais.
Além disso, abriga algumas federações brasileiras e grupos que contam com a prática esportiva como educação e desempenho das crianças. Dentre eles temos o Instituto Pão de Açúcar – Esporte e Ação, Federação Paulista de Futebol Amador, Confederação Brasileira de Capoeira, Conselho Regional de Desportos, CEMAFE: Centro de Estudo em Medicina da Atividade Física e do Esporte e o Ingresso Fácil – Venda de Ingressos para Jogos e Eventos.

## Principais eventos esportivos sediados
- Jogos Pan-Americanos de 1963
- Campeonato Mundial de Basquetebol Feminino, em 1971, 1983 e 2006
- Campeonato Mundial de Futebol de Salão de 1982
- Campeonato Mundial de Voleibol Feminino de 1994
- Fase final da Liga Mundial de Voleibol Masculina de 1993
- Campeonato Mundial de Handebol Feminino de 2011
- ATP Challenger Tour Finals 2011
- Copa do mundo de Judô 2011
- WWE RAW World Tour 2012
- UFC São Paulo 2013 - Belfort vs. Bisping
- UFC Fight Night: Nogueira vs. Bader 2
- Gillette Federer Tour 2012
- Brasil Open de Tênis 2013
- Liga Mundial de Voleibol 2014
- Campeonato Mundial Interclubes de Basquete 2015
- Grand Prix de Voleibol 2015
- Grande Final do CBLoL 2016
- ESL Pro League Season 4
- Jogo das Estrelas do NBB CAIXA 2017/2018

## Shows internacionais
- Genesis - 21 e 22 de maio de 1977 (duas sessões cada)
- Earth, Wind & Fire - 11 e 12 de outubro de 1980
- Peter Frampton - 22 e 23 de outubro de 1980
- Rick Wakeman - 25, 26 e 27 de setembro de 1981
- Van Halen - 21, 22 e 23 de janeiro de 1983
- Andy Gibb - 6 de julho de 1984
- The Cure - 31 de março, 1 e 2 de abril de 1987
- Jethro Tull - 8 de agosto de 1988 e 15 de setembro de 1990
- New Order - 1, 2 e 3 de dezembro de 1988
- Motorhead - 11 e 12 de março de 1989
- Information Society - 26 e 27 de agosto de 1989 e 3 de agosto de 1991
- Metallica - 6 e 7 de outubro de 1989
- Cyndi Lauper - 03, 04 e 05 de novembro de 1989
- Erasure - 6 e 7 de abril de 1990
- Bo Diddley e Magic Slim - 2º Blues Festival - 10 de maio de 1990
- Bo Diddley e Big Daddy Kinsey & The Kinsey Report - 2º Blues Festival - 11 de maio de 1990
- Koko Taylor , John Hammond e Big Daddy Kinsey & The Kinsey Report - 2º Blues Festival - 12 de maio de 1990
- Koko Taylor e Magic Slim - 2º Blues Festival - 13 de maio de 1990
- Nazareth - 16 de dezembro de 1990
- A-Ha - 25, 26, 28 e 29 de maio de 1991
- Deep Purple - 16 e 17 de agosto de 1991
- Paul Simon - 22 e 23 de novembro de 1991
- The Cult - 4 de dezembro de 1991
- Julio Iglesias - 1991
- Skid Row - 12 de agosto de 1992
- Lionel Richie - 28 de agosto de 2010 e 09 de março de 2016
- Chicago e America - 26 de setembro de 2010
- Sade - 20 de outubro de 2011
- André Rieu - 29 de maio a 13 de julho de 2012 e 3 a 12 de outubro de 2014
- Yanni - 20, 21, 22 e 23 de março de 2014
- Michael Bublé - 19, 20 e 21 de setembro de 2014
- Queen + Adam Lambert - 16 de setembro de 2015
- Weezer - Festival Itaipava de Som a Sol - 26 de setembro de 2019
- Dave Matthews Band - Festival Itaipava de Som a Sol - 27 de setembro de 2019
- Seal - Festival Itaipava de Som a Sol - 29 de setembro de 2019
- Nickelback - Festival Itaipava de Som a Sol - 3 de outubro de 2019
- Black Eyed Peas - Festival Itaipava de Som a Sol - 4 de outubro de 2019
- Muse e Kaiser Chiefs - 9 de outubro de 2019
- Now United - 18,19,20 de março de 2022
- Kylie Minogue - 15 de agosto de 2025

## Curiosidades
- O Ginásio Geraldo José de Almeida (Ibirapuera) possui as mesmas estruturas e intenções do ginásio "Panela de Pressão", em Bauru. Ícaro de Castro Mello idealizou e tornou possível a construção das duas estruturas, o primeiro na década de 50 e o segundo em 1966.[5]
- O time de basquete do Clube Sírio-SP foi o primeiro time brasileiro campeão mundial de basquete no dia 6 de outubro de 1979 em pleno Ginásio Ibirapuera. O evento icônico contou com a derrota do Bosna, da Iugoslávia, por 100 a 98, com direito a invasão de quadra de quase 5 mil pessoas. Nesta equipe estavam Oscar, Marcel, Marquinhos Abdalla, Saiani, Dodi, Marcelo Vido e Eduardo Agra. O técnico da equipe foi Cláudio Mortari.[32]
- Em 25 de janeiro de 1957, na inauguração do Ginásio do Ibirapuera, a seleção paulista de basquete masculino venceu a seleção argentina (81 x 77).[15]
- Em 1971, após perder a Luta do Século para Joe Frazier, Cassius Clay, o Muhammad Ali, participou de duas lutas no Ginásio do Ibirapuera. Venceu cinco assaltos contra um argentino convidado e outra com seu sparring. Neste momento ainda profanou que, quando terminasse com o boxe, perseguiria Pelé para superá-lo no futebol como melhor jogador do mundo.[12]
- Em 1982, foi realizado um jogo de futebol entre cães da raça Boxer.[15]
- Em 1990, no dia 25 de janeiro, aniversário de São Paulo, do Ginásio do Ibirapuera e de Tom Jobim, o Ginásio contou com Chico Buarque, Milton Nascimento, Quarteto em Cy e o próprio Tom Jobim para comandarem um show em comemoração a todos esses eventos. Além disso, neste mesmo dia, foi decretada a criação da Universidade Livre de Música, escola criada pela Secretaria Estadual de Cultura.[15]
- Em junho de 1997, o ilusionista norte-americano David Copperfield se apresentou no Ginásio do Ibirapuera. Seu espetáculo, em turnê internacional, chamava-se Sonhos e Pesadelos.[15][33]
- Em 1998 ocorreu a Taça Soho de Corte de Cabelos, uma competição de cabeleireiros de São Paulo.[15][34]
- O recordista de público do Ginásio do Ibirapuera é ao violinista e regente holandês André Rieu. Em quatro shows realizados em 2012, ele atraiu um público total de 120 mil pessoas.[15]
- Em 1999 o Ginásio foi palco do evento Malhação com Tiazinha. Os fãs da modelo mascarada que encantava adolescentes na TV podiam fazer exercícios ao lado da musa. Para participar, era preciso pagar R$ 5. Todo o dinheiro foi destinado a causas sociais.[15]
- O maior casamento comunitário da história de São Paulo ocorreu em pleno Ginásio do Ibirapuera. Em 2004, 1.434 casais oficializaram a união.[15][33][35]
- Em meio ao campeonato mundial de ginástica de 2006 o Ginásio do Ibirapuera contou com goteiras no meio das apresentações. Os eventos foram interrompidos constantemente e iniciou-se o projeto de reformar o espaço.[23]
- A execução da obra de reforma do Ginásio do Ibirapuera é da construtora Recoma e o arquiteto, que coordenou o projeto, é Eduardo de Castro Mello, filho de Ícaro de Castro Melo, o mesmo que criou o Ginásio.[12]
- O Projeto Futuro, para formação de atletas de alto nível para disputar olimpíadas e outros torneios internacionais, foi criado em 1986 pelo então secretário de Estado do Esporte Flávio Adauto.[26]